# St. Peter und Paul (Długopole Górne)

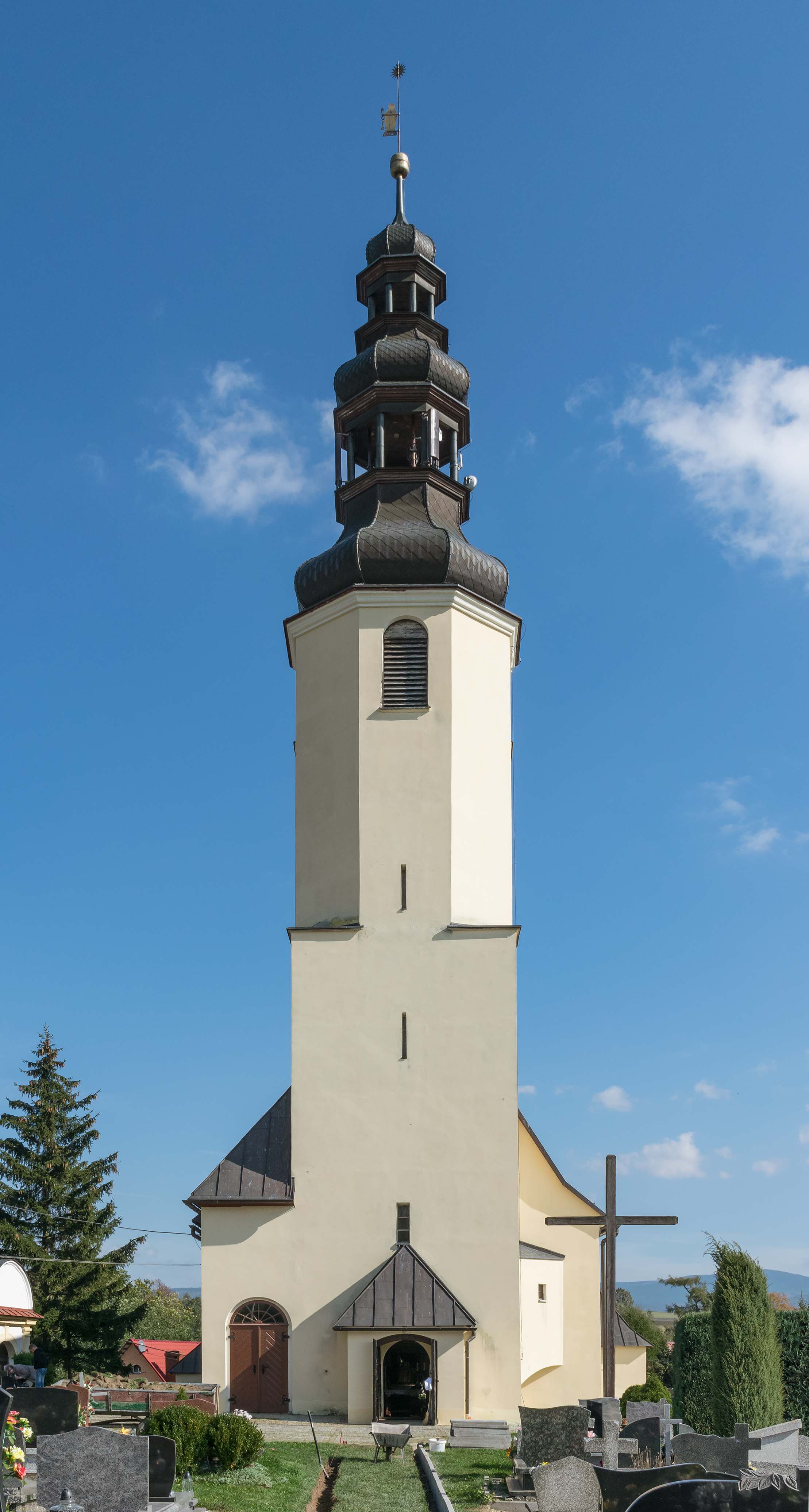

St. Peter und Paul ist eine römisch-katholische Kirche in Długopole Górne (deutsch: Oberlangenau) im Powiat Kłodzki der Woiwodschaft Niederschlesien in Polen. Historisch lag sie bis 1763 in der böhmischen Grafschaft Glatz.
Zur Zeit der ersten schriftlichen Erwähnung hatte Oberlangenau eine hölzerne Kirche. Diese wurde 1595 durch einen Steinbau ersetzt. Während des Dreißigjährigen Kriegs wurde das Gebäude 1657 von kaiserlichen Soldaten geplündert. 1693 erhielt es anstatt des bisherigen, auf dem Kirchendach stehenden Turms einen massiven Glockenturm, der im Vergleich zur Kirche sehr hoch war. Vermutlich sollte der Kirchenbau ebenfalls vergrößert werden, wozu es aber nicht kam. 1794 erhielt der Turm eine blechgedeckte Barockhaube mit doppelter Durchsicht.
Der einschiffige Innenraum hat eine flache Holzdecke und an drei Seiten umlaufende Emporen. Im Chorraum mit seinem spätgotischen Kreuzgewölbe führt eine Tür aus der Renaissance (1587) zur Sakristei. Der Hochaltar (um 1800) zeigt klassizistische Formen.